# Zonulispira crocata
Zonulispira crocata é uma espécie de gastrópode do gênero Zonulispira, pertencente a família Pseudomelatomidae.